# Ташкурган-Таджикский автономный уезд
Ташкурга́н-Таджи́кский автоно́мный уе́зд (тадж. Тошқӯрғон-Тоҷикӣ мухтори вилояти, кит. упр. 塔什库尔干塔吉克自治县, пиньинь Tǎshìkù'ěrgān Tǎjíkè Zìzhìxiàn) — автономный уезд в округе Кашгар Синьцзян-Уйгурского автономного района, Китай. Власти автономного уезда размещаются в посёлке Ташкурган.

## Этоним
Ташкурган (уйг. Ташқурған, تاشقۇرغان‎) переводится с уйгурского языка как «Каменная крепость» («таш» — камень, «курган» — крепость).

## География
Ташкурган-Таджикский автономный уезд — единственный уезд Китая, граничащий сразу с тремя странами: Афганистаном (провинция Бадахшан), Пакистаном и Таджикистаном.

## История

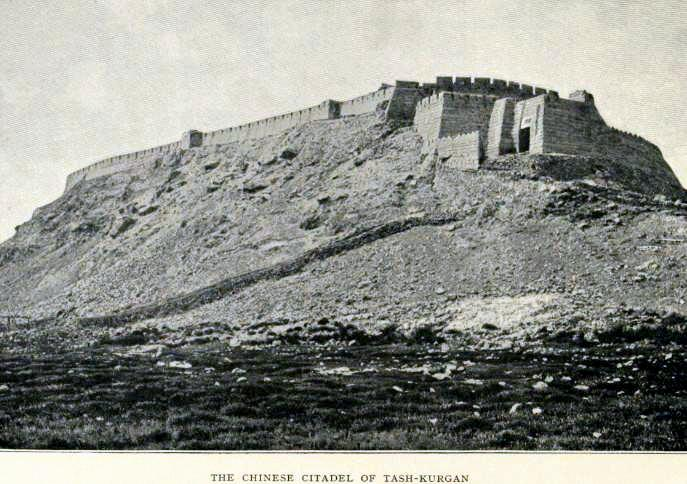
Ташкурганская крепость. Фото 1909 года

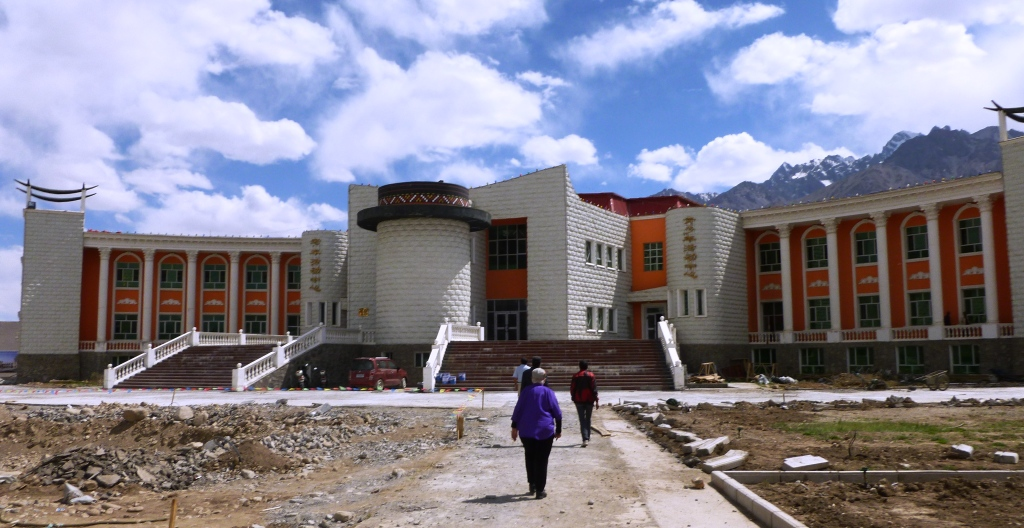
Музей Таджикского автономного уезда города Ташкургана

В древности здесь находилось княжество Уча (烏秅國), оно же — Пули или Поли (蒲犁). Это был горный край, но жители всё равно пахали каменистую землю, где без надлежащего ухода мог расти только перистощетинник. Тогдашние китайские дипломаты отмечали, что «там было 490 семейств, 2723 человека, 740 воинов. Дома каменные. Жители не пользуются чашками, но пьют с рук (из ручьёв). Разводят иноходцев и ослов. Коров нет. На западе есть перевал, там нет моста или дороги, но можно перебраться по верёвке, протянутой в горах». Во времена империи Тан княжество Пули находилось под протекторатом Парфии.
На закате империи Цин — в 1902 году — здесь был образован Пограничный комиссариат Поли (蒲犁分防厅). После Синьхайской революции в Китае была проведена реформа структуры административного деления, в ходе которой комиссариаты были преобразованы в обычные уезды, и поэтому в 1913 году Пограничный комиссариат Поли стал уездом Поли (蒲犁县), относящимся к Кашгарскому специальному району. 17 сентября 1954 года он был преобразован в Ташкурган-Таджикский автономный уезд.
В августе 2013 г. Китайская академия общественных наук сообщила, что в Ташкургане раскопано зороастрийское кладбище. 

## Население
В 1995 году в составе населения ТТАУ преобладали таджики (84 %), к которым власти КНР причисляют и проживающих здесь сарыкольцев и ваханцев (большинство синьцзянских сарыкольцев проживает в Ташкурган-Таджикском автономном уезде, а остальные — в уездах Яркенд, Ипу, Каргалык и Гума). 60 % синьцзянских таджиков владеют уйгурским языком.

## Административное деление
Ташкурган-Таджикский автономный уезд делится на 2 посёлка, 10 волостей и 1 национальную волость.

## Транспорт
Авиаперевозки обслуживает аэропорт Хунджераб, расположенный на высоте 3 258 метров над уровнем моря. Через уезд проходит Каракорумское шоссе
Важное значение для транзита грузов имеет КПП Хунджераб, расположенный на перевале Хунджераб на китайско-пакистанской границе.

## Достопримечательности
- Руины древней крепости в Ташкургане.